# 에버 애프터 (1998년 영화)
《에버 애프터》(영어: Ever After, 홍보용 제목은 영어: Ever After: A Cinderella Story)는 미국에서 제작된 앤디 테넌트 감독의 1998년 로맨틱 시대극 영화이다. 드루 배리모어 등이 출연하였고, 미레이 소리아 등이 제작에 참여하였다.

## 출연진
- 드루 배리모어 - 다니엘 드바르바라크 역
- 앤젤리카 휴스턴 - 로드미야 드강 남작 부인 역
- 두그레이 스콧 - 앙리 왕자 역
- 패트릭 고드프리 - 레오나르도 다빈치 역
- 메건 도즈 - 마르그리트 드강 역
- 멜러니 린스키 - 자클린 드강 역
- 티머시 웨스트 - 프랑시스 역
- 주디 파핏 - 마리 역
- 예룬 크라베 - 오귀스트 드바르바라크 역
- 잔 모로 - 귀부인 역
- 리처드 오브라이언 - 피에르 르피외 씨 역
- 토비 존스 - 왕실 견습 기사 역
- 어맨다 워커 - 귀족 부인 역

## 기타 제작진
- 공동 제작: 티머시 M. 본, 케빈 리디
- 협력 제작: 멀리사 코브
- 배역: 프리실라 존, 루신다 사이슨
- 미술: 마이클 하월스
- 의상: 제니 베번

## 우리말 녹음
MBC 성우진
- 김아영 - 다니엘 (드루 배리모어)
- 안지환 - 앙리 왕자 (두그레이 스콧)
- 홍승옥 - 드강 부인 (앤젤리카 휴스턴)
- 안정현
- 김태훈
- 김순선
- 박영희
- 이종혁
- 박지훈
- 유은숙
- 김호성
- 박선영
- 최한
- 박신희
- 방성준
- 이원찬
- 정재헌